# M41自行榴弹炮
M41 155毫米自行榴弹炮（155 mm Howitzer Motor Carriage M41，别称M41“猩猩”）是美军在二战末期采用的一种自行火炮，武器基于加长版的M24坦克底盘。原计划产量为250辆，但直到订单在1945年底取消时，仅生产了85辆。M41随后在朝鲜战争中得到广泛使用，该型火炮的成功影响了后来美军自行火炮的设计。M41火炮在朝鲜战争结束后退役，但其短暂地在法国陆军中继续服役。

## 历史
1942年12月，美军计划研发一款155毫米自行榴弹炮，新式榴弹炮基于新型M1式155毫米榴弹炮以及M5“斯图亚特”轻型坦克的底盘。该项目最终产生一辆编号为T64的原型车。但随着M24“霞飞”轻型坦克得到批准，预期M24的底盘会成为其他载具的标准底盘，因此T64改为使用“霞飞”底盘的T64E1。
T64E1装备一门M1式155毫米榴弹炮，榴弹炮尾部有一个重型后座减消铲，该火炮计划用于补充早期的M12自行火炮。T64E1安装有两部中置110匹马力的凯迪拉克V8引擎，乘员为5名，车体内一名驾驶员，炮手位于后部的露天隔仓中。榴弹炮的水平射界较为有限，最高仰角为45度，车内最多携带22枚炮弹。多余的炮弹由M39多用途装甲车携带。车体装甲厚度仅为13毫米，只能够抵御轻武器，火炮隔仓周围的装甲厚度仅为6.5毫米。
1944年12月，T64E1在阿伯丁试验场进行试验，随后进行了轻微地改进并于1945年交由梅西·哈里斯农具公司生产，该武器在1945年6月定型为M41。但由于二战在此时已接近结束，因而M41未参加二战的任何战斗，其产量也由250辆降至85辆。M41随后在美军常备军中服役，并获得了“猩猩”的名称，这批火炮在退役前参加了朝鲜战争。其中，一些M41转至法国陆军，但不久后便被其他型号取代。

## 服役历史及影响
M41的机动性使得其在朝鲜战争初期的运动战阶段得到了有效的运用，当战事胶着后，其机动性可使其躲避火炮反制（counter-battery fire）。第92野战炮兵营与第999装甲野战炮兵营就是两支使用M41自行榴弹炮的单位。
中国人民志愿军在朝鲜战争中缴获两辆M41，并在马良山战役中用其来轰击美军。1953年夏季战役中曾于朝鲜平康地区缴获M41一辆，现陈列于北京中国人民革命军事博物馆:397。
相比当时的M40自行加农炮（M1 155毫米“长汤姆”加农炮的自行版本），M41更轻速度更快，但射程较近。与当时其他的美军自行火炮相同，其露天的炮室使得乘员容易受到轻武器及弹片的攻击，同时M41的引擎被认为动力不足。但由于朝鲜战争中中朝军队常使用渗透包抄的战术，因此M41的自行能力与装甲使其较牵引式火炮更优。战争中M41与M7自行榴弹炮的表现促使美国陆军在60年代研发新式自行火炮，例如几乎可以完全取代牵引火炮的M109帕拉丁自行火炮。

## 现存

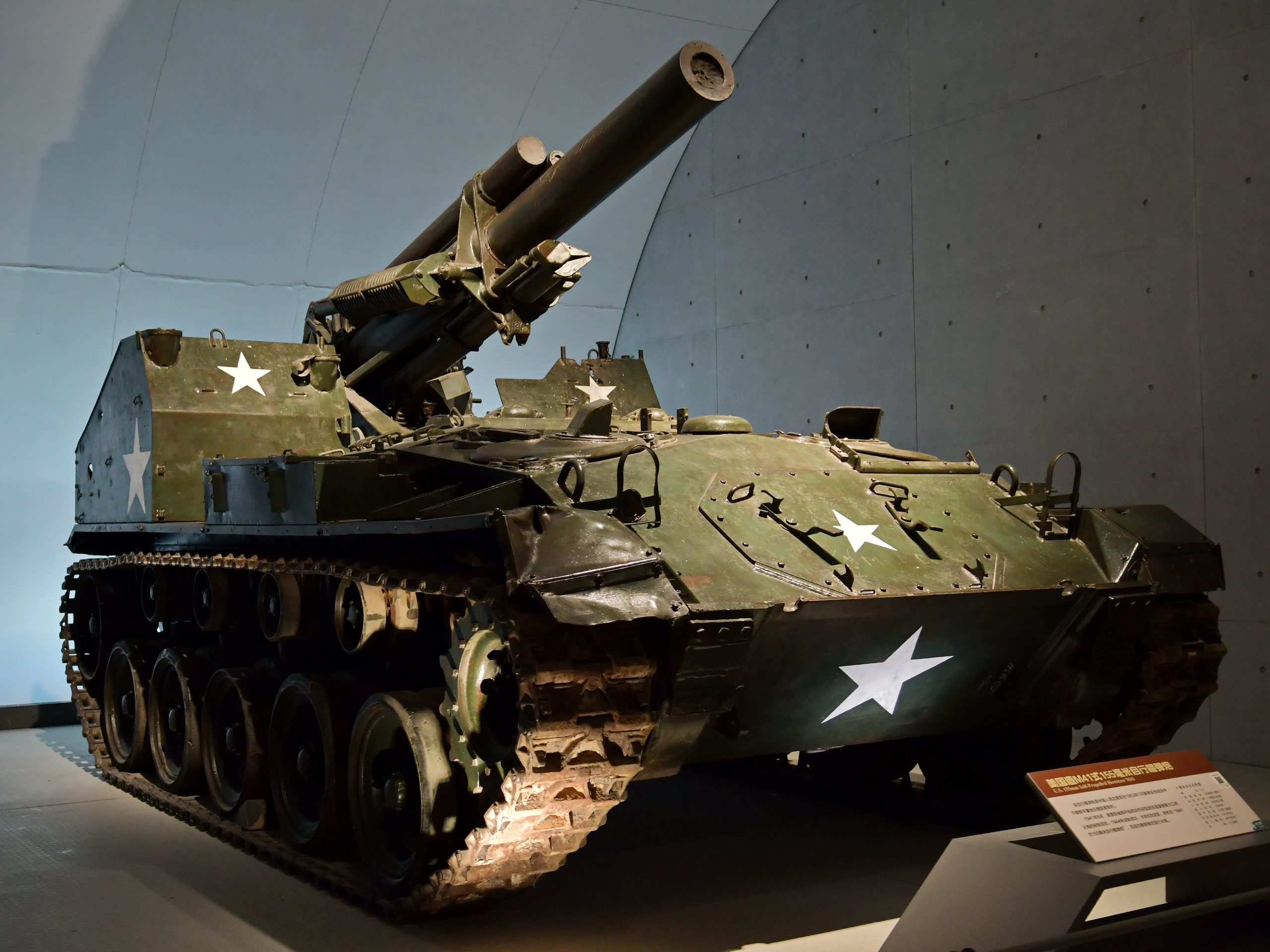
美军的M41式155毫米自行榴弹炮，中国志愿军在1953年7月夏季反击战役中于朝鲜平康地区缴获。

- 美国奥克拉荷马州，锡尔堡的美国陆军火炮博物馆现存一辆
- 美国马里兰州，阿伯丁试验场美国陆军军械博物馆现存一辆
- 中国北京，中国人民革命军事博物馆现存一辆[8]

### 引用
1. 1 2 3  . Military Factory.   [2016-03-29]. （原始内容存档于2016-03-12）.
2. ↑  . The AFV Database.   [2016-03-30]. （原始内容存档于2016-04-14）.
3. 1 2  . Military History Encyclopedia of the Web.   [2016-03-29]. （原始内容存档于2016-04-09）.
4. ↑  Mervino. . Mervino's Hole in the Web.   [2016-03-30]. （原始内容存档于2017-04-26）.
5. ↑  中国人民革命军事博物馆 (编). . 北京: 兵器工业出版社. 2003. ISBN 7-80172-132-2.
6. ↑  LaVoie, Leon F. . United States Army Combat Forces Journal. February 1952  [2016-03-30]. （原始内容存档于2016-04-16）.
7. ↑  Gourley, Scott R. . Defense Media Network.   [2016-03-30]. （原始内容存档于2016-04-25）.
8. ↑   (PDF). shadock.free.fr.   [2019-09-16]. （原始内容存档 (PDF)于2017-10-26）.